# Judbury
Judbury är en ort i Australien. Den ligger i kommunen Huon Valley och delstaten Tasmanien, i den sydöstra delen av landet, omkring 34 kilometer väster om delstatshuvudstaden Hobart. Antalet invånare är 443.
Runt Judbury är det mycket glesbefolkat, med 2 invånare per kvadratkilometer.. Närmaste större samhälle är Huonville, omkring 10 kilometer sydost om Judbury. 
I omgivningarna runt Judbury växer i huvudsak städsegrön lövskog. Genomsnittlig årsnederbörd är 1 496 millimeter. Den regnigaste månaden är juli, med i genomsnitt 181 mm nederbörd, och den torraste är februari, med 68 mm nederbörd.